# Trigonomma albipes
Trigonomma albipes är en tvåvingeart som först beskrevs av Christian Rudolph Wilhelm Wiedemann 1830.  Trigonomma albipes ingår i släktet Trigonomma och familjen fritflugor. Inga underarter finns listade i Catalogue of Life.